# Théorème de De Franchis
 (mai 2025).
En mathématiques, le théorème de Franchis est u ensemble d'énoncés sur les surfaces de Riemann compactes, et, plus généralement, aux courbes algébriques, X et Y, dans le cas du genre g > 1. La plus simple est que le groupe d'automorphismes de X est fini (voir cependant le théorème des automorphismes de Hurwitz). Plus généralement,
- l'ensemble des morphismes non constants de X vers Y est fini ;
- soit X fixé, pour tous sauf un nombre fini de tels Y, il n'y a pas de morphisme non constant de X vers Y.

Ces résultats portent le nom de Michele de Franchis (1875-1946). Gerd Faltings en a fait un usage crucial pour démontrer la conjecture de Mordell.